# 藤田光一
藤田 光一（ふじた こういち）は、日本の国土交通技官、河川工学者、工学博士。国土交通省国土技術政策総合研究所所長を最後に退官後、公益財団法人河川財団河川総合研究所所長を経て、国立研究開発法人土木研究所理事長。

## 人物・経歴
東京都出身。1981年東京工業大学（のちの東京科学大学）工学部土木工学科卒業。1983年同大学大学院理工学研究科修士課程修了、建設省入省、建設省土木研究所河川部河川研究室研究員。1993年「洪水流の抵抗予測手法と河道計画に関する研究」により東京工業大学博士（工学）の学位を取得。1997年建設省土木研究所河川部河川研究室室長。2000年建設省中部地方建設局三重工事事務所所長。
国土交通省国土技術政策総合研究所河川環境研究室室長、国土交通省国土技術政策総合研究所環境研究官、国土交通省国土技術政策総合研究所流域管理研究官、国土交通省国土技術政策総合研究所河川研究部部長、国土交通省国土技術政策総合研究所研究総務官を経て、2016年国土交通省国土技術政策総合研究所所長。2018年退官、河川財団河川総合研究所所長。2022年土木研究所理事長。

## 著書
- 『現代河川工学』技報堂出版 2023年